# Казула

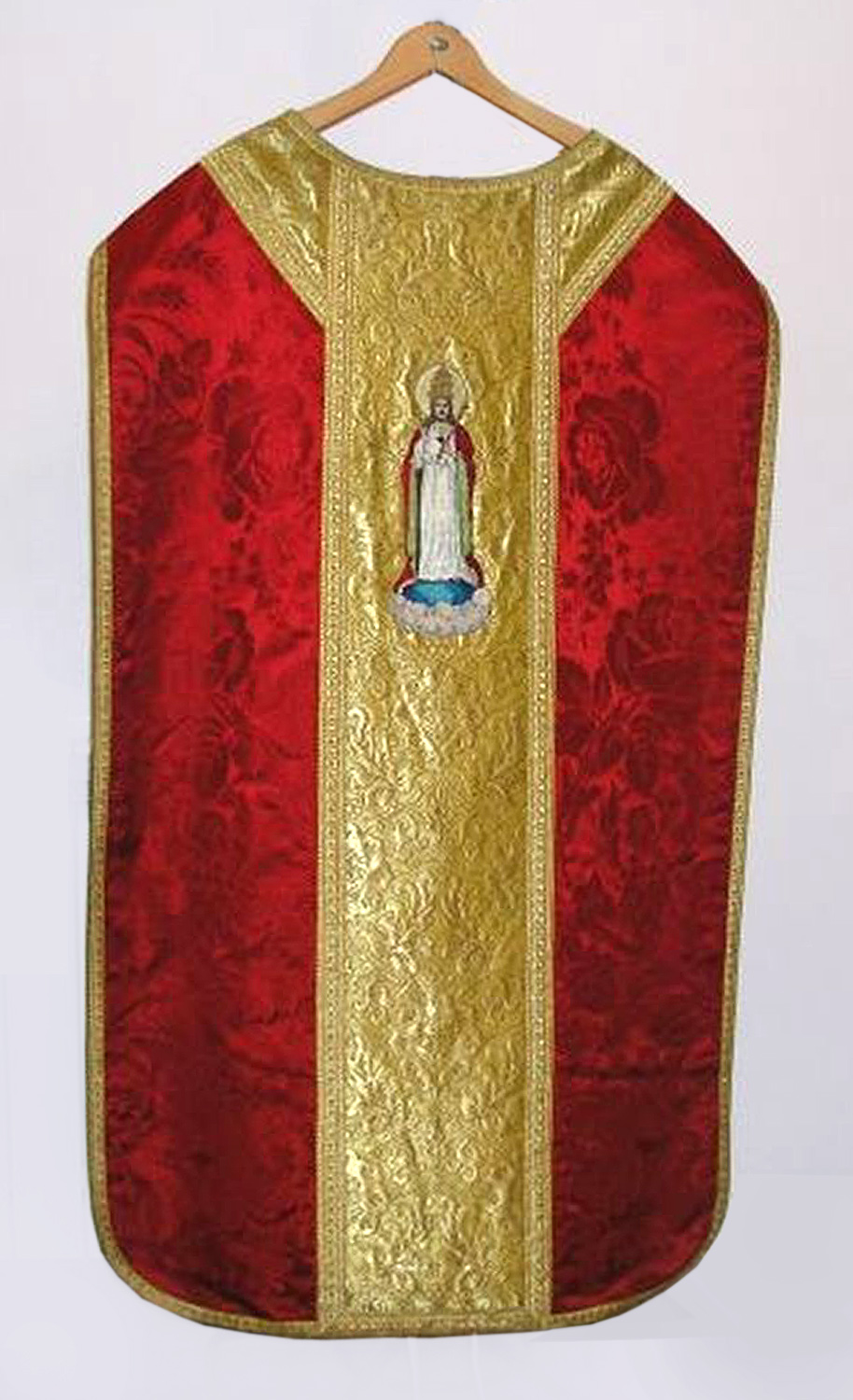
Романська казула

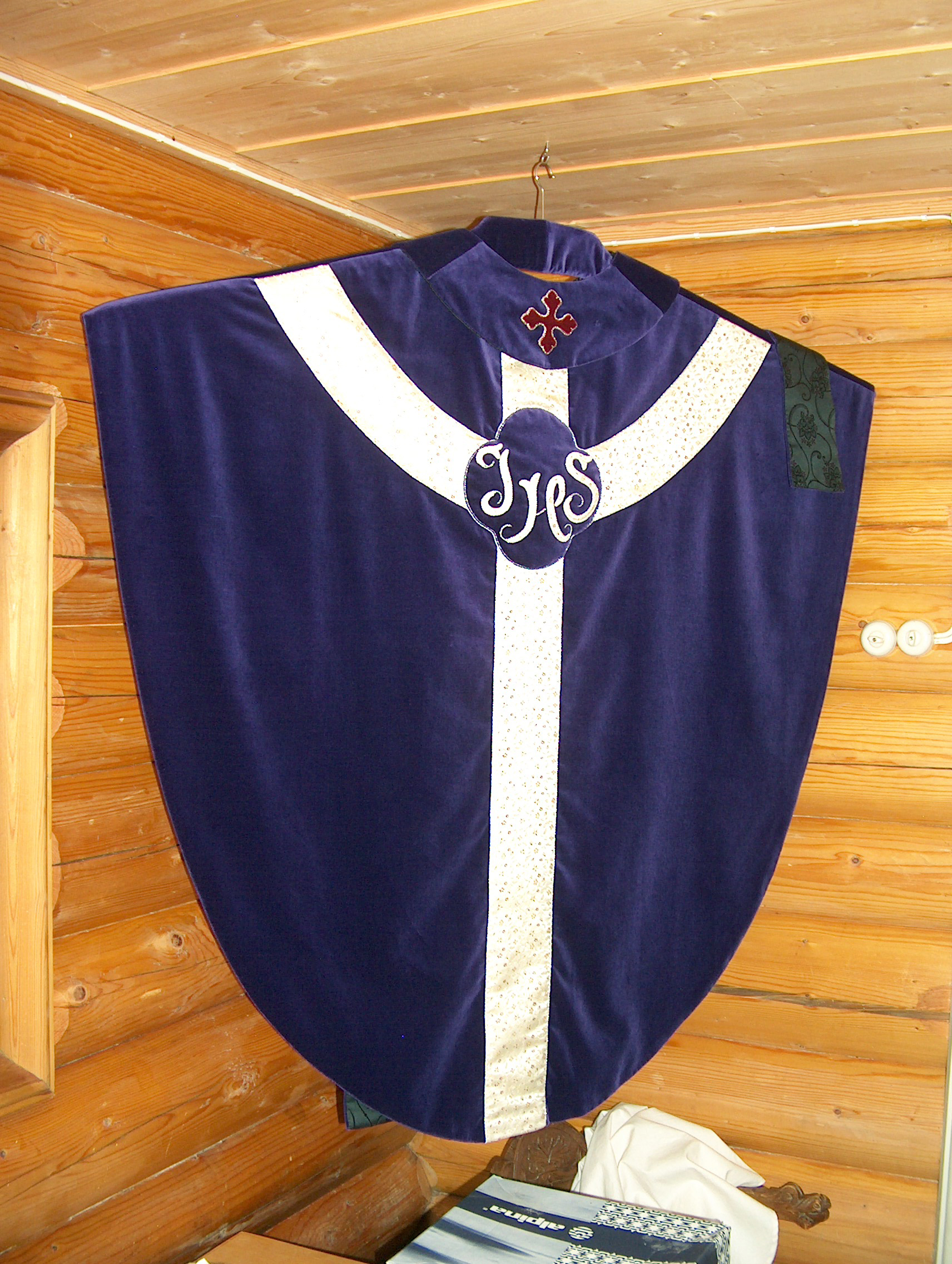
Готична казула

Казула (лат. casula — «плащ»), орнат — елемент літургійного одягу католицького або лютеранського клірика. Головний літургічний одяг єпископа і священника. У православ'ї аналогічний фелону, зокрема грецькому, який, на відміну від російського, не має високого воротоподобного підйому ззаду. Розшита риза, схожа з далматикою, але без рукавів. Надягається поверх альби і столи. Існують два види крою казули: романський і готичний. Колір варіюється залежно від періоду літургійного року або свята. На відміну від грецької літургійної традиції, кольори орната в латинському обряді чітко регламентовані:
- білий — під час Різдва та Воскресіння, на свята, присвячені Господу (наприклад, Меса Господньої вечері у Великий четвер), Богородиці, ангелам, святим (не мученикам), на свята: Всіх святих, Івана Хрестителя, Івана Євангелиста, Навернення Святого Апостола Павла і Катедри Святого Петра, а також під час обрядової Меси (якщо вони не мають власних кольорів);
- зелений — у звичайний період;
- червоний — у неділю Страстей Господніх, Велику п'ятницю, урочистість П'ятидесятниці, свята Апостолів і Мучеників;
- фіолетовий — під час Адвенту та Великого посту, в Месах за померлих;
- чорний — можна використовувати у месах за померлих — у залежності від місцевих звичаїв (після Другого Ватиканського собору майже не використовується);
- рожевий — можна використовувати під час третьої неділі Адвенту (Gaudete) та четвертої неділі Великого посту (Laetare) — залежно від місцевих звичаїв.

Романський крій передбачає використання жорсткої тканини. Казула в цьому випадку покриває тіло клірика спереду і ззаду, залишаючи відкритими боки і шию. На казулі вишиваються хрест та ініціали Спасителя — IHS (Iesus Hominum Salvator — «Ісус — Спаситель людини») або інші символи. Казула готичного покрою давніша за своїм походженням і майже аналогічна православному фелону (особливо грецького варіанту, еволюціонувавши з римського відповідника фелона — вельона, котрий використовується досі при адораційних молебнях, але не під час Меси). Покриває тіло клірика з усіх боків і має виріз для шиї. Спереду і ззаду на казулі нашивається орнат — смуга з вишитими хрестами. Другий Ватиканський собор практично скасував використання романського крою і ввів переважно виготовлення готичної казули з легких тканин.